# Milano-Modena 1921
La Milano-Modena 1921, dodicesima edizione della corsa, si svolse il 23 ottobre 1921 su un percorso di 276 km. La vittoria fu appannaggio dell'italiano Gaetano Belloni, che completò il percorso in 9h54'00", alla media di 27,879 km/h, precedendo i connazionali Costante Girardengo e Ugo Agostoni.
Sul traguardo di Modena 32 ciclisti, su 46 partiti da Milano, portarono a termine la competizione.

## Ordine d'arrivo (Top 10)
| Pos. | Corridore           | Squadra         | Tempo    |
| ---- | ------------------- | --------------- | -------- |
| 1    | Gaetano Belloni     | Bianchi-Dunlop  | 9h54'00" |
| 2    | Costante Girardengo | Stucchi         | ?        |
| 3    | Ugo Agostoni        | Legnano-Pirelli | ?        |
| 4    | Alessandro Tonani   | -               | ?        |
| 5    | Giovanni Brunero    | Legnano-Pirelli | ?        |
| 6    | Federico Gay        | Bianchi-Dunlop  | ?        |
| 7    | Ettore Chiorda      | -               | ?        |
| 8    | Ezio Corlaita       | -               | ?        |
| 9    | Michele Gordini     | -               | ?        |
| 10   | Bartolomeo Aimo     | Legnano-Pirelli | ?        |